# Агентство политических новостей
«Агентство политических новостей» (АПН) — российское интернет-издание организации «Институт национальной стратегии». Своей задачей называет «представление политически активной аудитории эксклюзивной информации о политической жизни в России и мире». Зарегистрировано в Министерстве по делам печати, телерадиовещания и средств массовых коммуникаций РФ. 
В декабре 1999 года в СМИ циркулировала информация о покупке агентства московским провайдером Ситилайн, однако обе стороны опровергли это.

## Редакторы
Изначально главным редактором был политический технолог Станислав Белковский. 
В 2004—2005 гг. главным редактором был Михаил Ремизов, Президент Института национальной стратегии. 
С 2007 года главным редактором был Константин Крылов (с 2007 года).

## Авторы
Политолог, журналист и религиовед А. А. Красиков отмечает, что «в длинном списке авторов, чьи статьи появлялись на электронной „ленте“ АПН, упоминаются, в частности В. Аверьянов (соредактор „Русской доктрины“), А. Дугин, А. Мигранян, Г. Павловский, А. Проханов, Д. Рогозин, В. Третьяков, А. Ципко, А. Чуев и другие „патриоты“. Здесь же оказались покойные Ю. В. Андропов и Л. И. Брежнев, а также… немецкий военный преступник Г. Геринг».

## Оценки
А. А. Красиков отмечает, что 
Помимо докладов, являющихся результатом коллективной работы составителей, ИНС распространяет авторские материалы аналитического характера. Этой цели служит созданное им всё в том же 2004 г. дочернее предприятие Агентство политических новостей (АПН).
Социолог, политолог и публицист Сергей Кара-Мурза в 2007 году писал, что ценит сайт АПН, который «несколько лет был площадкой для рационального обсуждения проблем русского национализма». По его словам, «сравнимой с ним по уровню площадки в Интернете и не было».